# Ricarda Bauschke-Hartung
Ricarda Bauschke-Hartung (* 1966) ist eine deutsche Germanistin.

## Leben
Nach dem Studium (1985–1990) der Germanistik und Romanistik an der FU Berlin, Schwerpunkte: Ältere deutsche Literatur und Sprache, Französisch, der Promotion 1995 an der FU Berlin und der Habilitation 2006 (venia legendi für Ältere deutsche Literatur und Sprache) ist sie seit 2008 Lehrstuhlinhaberin für Ältere deutsche Literatur und Sprache (W3) an der Heinrich-Heine-Universität Düsseldorf. Seit 2021 ist sie Erste Vorsitzender der Wolfram von Eschenbach-Gesellschaft.
Ihre Forschungsschwerpunkte sind Kulturtransferforschung, Lyrik im europäischen Kontext und erzählende Texte des Hochmittelalters.

## Schriften (Auswahl)
- Die „Reinmar-Lieder“ Walthers von der Vogelweide. Literarische Kommunikation als Form der Selbstinszenierung. Heidelberg 1999, ISBN 3-8253-0882-0.
- (Hg.): Die Burg im Minnesang und als Allegorie im deutschen Mittelalter. Berlin 2006, ISBN 3-631-51164-7.
- Goethe und die Lyrik des Mittelalters. Düsseldorf 2011, ISBN 978-3-9811005-0-1.
- mit Elizabeth Andersen, Silvia Reuvekamp und Nicola McLelland (Hg.): Literarischer Stil. Mittelalterliche Dichtung zwischen Konvention und Innovation. XXII. Anglo-German Colloquium Düsseldorf. Berlin 2015, ISBN 3-11-034471-8.